# MAYA MAXX

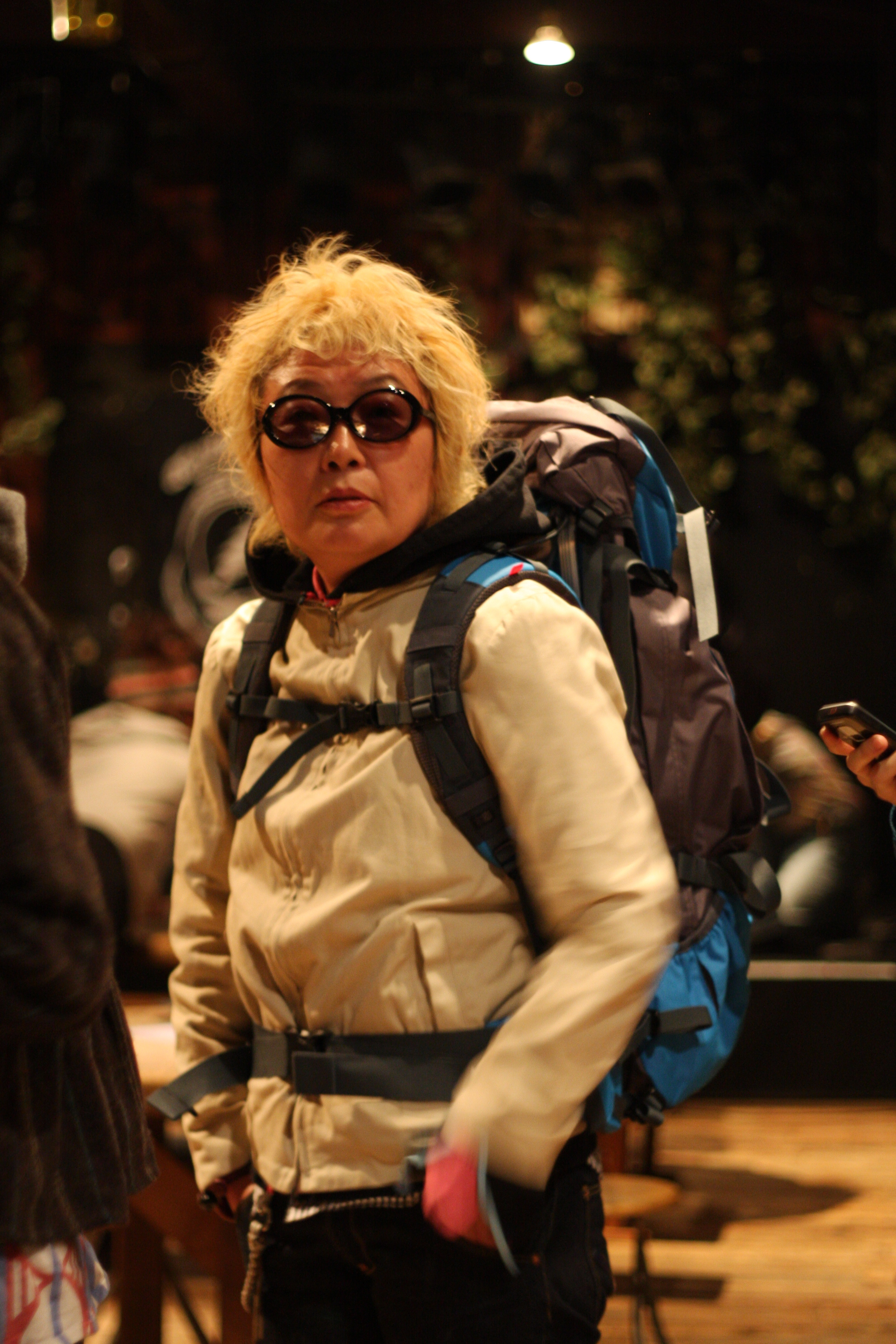
MAYA MAXX at 磔磔（2010年）

MAYA MAXX（マヤマックス、1961年 - 2025年1月9日）は、日本の画家、イラストレーター、絵本作家。
愛媛県今治市出身。愛媛県立今治西高等学校を経て、早稲田大学教育学部卒業。今治応援大使。北海道岩見沢市在住。

## プロフィール
27歳のときに有元利夫の絵に衝撃を受けて独学で絵を書き始め、1993年の初個展にて「MAYA MAXX」を名乗り始める。それ以来毎年開催している個展をはじめ、よしもとばなな、山田詠美など小説の装丁画や絵本創作、CDジャケットデザイン等を手がけ、若い世代からの支持も高い。
フジテレビ系『ポンキッキーズ』やNHK教育テレビ『真剣10代しゃべり場』などテレビ番組にも出演、映画『ハチミツとクローバー』絵画指導など多方面で活動。2020年に岩見沢市の美流渡地区に移住してアトリエを置き、地域と関わる制作活動に取り組んでいる。
2025年1月9日、肺癌のため死去。63歳没。生涯独身だった。

## 著書
- 絵が「ふるえるほど好き」になる―MAYA MAXXのロシアの名画と旅ガイド（美術出版社、2005年） ISBN 978-4568103557

### 作品集
- MAYA MAXX MEETS ME（角川書店）
- SOUL（心泉社）
- キミのコトバを描いてみようか？（朝日出版社）

### 絵本
- すぐ泣く君（MAYA MAXX × 北川悦吏子）（小学館）
- やさしいあなた （MAYA MAXX × 北川悦吏子）（小学館）
- ビンゾー&ジロゾーのウォーカー・ブラザーズ東京（JIROとの共著）（角川書店）
- BIN・BIN・BINちゃん（主婦と生活社）
- もしも、あのとき（金の星社）
- 手をつなげば…。（金の星社）
- しろねこしろちゃん（福音館書店）
- トンちゃんってそういうネコ（角川書店）
- MAYA MAXXのどこでもキャンバス（『ポンキッキーズ』企画収録）（角川書店）
- ORPHAN（小学館）
- A DAY OF MITCHELL（小学館）
- こどものとも012 らっこちゃん（福音館書店）[8][9]

### CDジャケット
- CHARA ／junior sweet
- 鈴木祥子／SHO_CO_ Journey
- インスタントミュージック/the pillows (同曲ミュージックビデオも担当)
- RUNNERS HIGH/the pillows
- ピ ピカソ/モダンチョキチョキズ（Ki/oon Sony Records／フジテレビ「ポンキッキーズ」内の同曲の映像デザインも担当）

## 映像作品

### 映画
- 「空 ～Kuu～」（アニメーション作品、2002年11月16日吉祥寺バウスシアターにて一般公開）

### テレビドラマ
- 中学生日記「セルフ・イメージ」（2006年11月13日、NHK教育）